# 耶斯·托鲁普
耶斯·托鲁普（丹麥語：Jess Thorup，1970年2月21日—）是一位丹麦前足球运动员及现任足球教练，自2023年10月起执教德甲俱乐部奥格斯堡。

## 球员生涯
托鲁普自幼便在欧登塞的青训营踢球，于场上司职前锋。1989年，他首次代表俱乐部的一线队亮相，并于同年赢得丹麦顶级联赛冠军。1991年和1993年，他还随队夺得丹麦杯冠军。托鲁普于1996年转战德国并加入了德乙联赛俱乐部乌丁根05。在39场联赛中仅射入3球后，他于1997-98赛季中途转会到奥超俱乐部蒂罗尔因斯布鲁克。托鲁普于1998年夏天返回丹麦，并为埃斯比约效力至2005年。之后他与挪威的哈姆卡姆签约，一年后又回到埃斯比约，并于2006年退役。

## 教练生涯

### 埃斯比约
挂靴后的托鲁普先是留队在埃斯比约担任特罗尔斯·贝赫的助理教练。在贝赫于2008年11月遭解雇后，他曾以代理主教练身份指挥了球队的三场比赛，但随后又在新任主教练奥韦·彼泽森就职后重返助教岗位。随着彼泽森于2011年3月14日辞职，托鲁普正式被提升为主教练，却无法阻止埃斯比约从丹麦超级联赛降级。第二年重返丹超后，他率队跻身联赛中游，并在2012-13赛季击败兰讷斯赢得了丹麦杯。托鲁普也因此被评为2013年度丹麦最佳主教练。

### 丹麦U21
2013年2月21日，丹麦足协宣布托鲁普将自2013年6月1日开始担任丹麦21岁以下国家足球队的主教练，从而离开埃斯比约。他以丹麦U21国家队的主教练身份参加了2015年欧洲U-21足球锦标赛，并率队闯入半决赛。然而在那里，他们以1比4不敌最终的冠军瑞典队。

### 中日德兰
欧锦赛结束后，托鲁普回到俱乐部，接替格伦·里德斯霍尔姆执掌丹超俱乐部中日德兰的教鞭，后者在为中日德兰赢得首个联赛冠军后辞职。在托鲁普治下，球队继欧冠资格赛遭塞浦路斯球队尼科西亚淘汰后，却在2015-16赛季欧洲联赛分组赛中脱颖而出。至八分之一决赛时，中日德兰首回合以2比1战胜英超豪门曼联，引起了广泛的关注，但在次回合却以1比5落败后惨遭淘汰。

### 根特及亨克
2018年10月10日，托鲁普获比利时甲级联赛俱乐部根特聘为主教练，并率队在2018-19赛季的争冠季后赛中以第5名完赛。2019年7月，梅赫伦因操纵2017-18赛季比甲对阵瓦斯兰贝弗伦的比赛而受到处罚，包括被逐出欧洲联赛。根特因此得以递补获得了欧洲联赛的参赛资格，并在预选赛第二圈对阵罗马尼亚的康斯坦察维托进行了他们的首场比赛。通过其他轮次的预选赛，俱乐部最终进入了分组赛阶段，并以三胜三平的成绩以I组头名身份晋级淘汰赛。然而至随后的32强赛中，根特被意大利的罗马所淘汰。在2019-20赛季，由于新冠肺炎疫情，比甲联赛于第29轮被取消，当时根特仅次于布鲁日排名第二。根据欧战席位的分配，根特获得了参加2020-21赛季欧冠联赛预选赛第三轮的资格。
在俱乐部输掉2020-21赛季的前两场比赛后，托鲁普于2020年8月20日遭解雇。仅仅一个月后，他便于9月24日被联赛竞争对手亨克聘为新任主教练，并获得了一份期至2023年夏天届满的合同。

### 哥本哈根
2020年11月初，托鲁普收到了丹超俱乐部哥本哈根的邀请，成为该队的新主教练，此前他们的前任主教练已于10月10日被解雇。应托鲁普的要求，亨克终止了与他的合同。托鲁普与哥本哈根签订了一份期至2024年夏天的合同。在执掌丹麦首都球队的首个赛季中，他率队于丹麦超级联赛获得第三名。这意味着俱乐部只能参加首届欧洲协会联赛，托鲁普带领他的球队闯入了这项赛事的十六强，但其后被埃因霍温所淘汰。
他执教哥本哈根的第二年以球队赢得2021-22赛季丹超联赛冠军而告终。该队在2022-23赛季丹超联赛的开局不佳，但仍以两回合2比1的总比分淘汰特拉布宗体育，晋级欧冠正赛。然而，在2022年9月20日，哥本哈根宣布俱乐部已经与托鲁普分道扬镳，因为他们在超级联赛的糟糕开局。

### 奥格斯堡
2023年10月15日，托鲁普被任命为德甲俱乐部奥格斯堡的主教练，以接替此前被解职的恩里科·马森。

## 荣誉

### 球员
欧登塞
- 丹甲联赛冠军：1989年（英语：1989 Danish 1st Division）[40]
- 丹麦杯冠军：1991年（英语：1990–91 Danish Cup）、1993年（英语：1992–93 Danish Cup）[41]

### 主教练
埃斯比约
- 丹甲联赛冠军：2012年（英语：2011–12 Danish 1st Division）[42]
- 丹麦杯冠军：2013年（英语：2012–13 Danish Cup）[10]

中日德兰
- 丹超联赛冠军：2018年（英语：2017–18 Danish Superliga）[43]

哥本哈根
- 丹超联赛冠军：2022年（英语：2021–22 Danish Superliga）